# La Guijarrosa
La Guijarrosa es un municipio español de la provincia de Córdoba, en la comunidad autónoma de Andalucía. En 2024 contaba con 1392 habitantes según el INE. Su extensión superficial es de 45,56 km² y tiene una densidad de 30,55 hab/km². Se encuentra situada a una altitud de 331,50 metros y a 30 kilómetros de la capital de provincia, Córdoba.

## Geografía física

### Ubicación
Los límites de La Guijarrosa están bien definidos. Al norte y al este, se encuentra La Rambla, al oeste Écija (Sevilla) y La Carlota, y al sur Santaella.
| Noroeste: La Carlota      | Norte: La Carlota | Noreste: La Rambla             |
| Oeste: Écija y La Carlota |                   | Este: La Rambla                |
| Suroeste Écija            | Sur: Santaella    | Sureste: Santaella y La Rambla |

### Relieve
Las tierras de La Guijarrosa son llanas, aunque onduladas por colinas, en las que destacan algunas elevaciones, que pocas veces superan los 300 metros de altitud. La más elevada es el Cerro Pirineo (331.50 m), seguido del Cerro Buenavista (329 m) y el Cerro Gurugú (315 m). Otros de menor elevación son La Torre (300 m), Las Cancelas (305 m), La Coscoja (291 m), Casa Palomo (285 m), Valderrama (281 m) y La membrilla (261,51 m).

### Hidrografía
Varios arroyos cruzan el territorio tanto por el sur como por el oeste. Hacia el sur corren El Cirujano, Prado Rubio, El Vínculo, Garabato, Fontarrón, Tempánales, Membrilla Baja, Barrionuevo, Membrilla Alta, Cabanas, Saladilla, Salmerón, Peñuela, Cambrón y del Término, todos provenientes del Salado de Santaella. Hacia el oeste van Pozo Ancho, Los Cobos, Siete Torres, Escarramán, Valderrama, Albercón y Las monjas, que penetran en tierras de La Carlota, para encontrarse con el Guadalmazán.

## Historia
Desde el principio de su existencia se han asentado en esta comarca distintas poblaciones, como confirman los vestigios iberos que se han descubierto junto al núcleo actual de La Guijarrosa, de donde se ha visto que, debido a que era una población donde confluían las principales vías de comunicación entre los diversos pueblos que en el devenir histórico se han asentado allí, fue durante siglos tierra fronteriza.
Con los primeros pobladores, y en función de la descripción física de Hispania recogida en los más antiguos textos, ocupaba los confines entre los Túrdulos - Selvisinios, que se extendían por la totalidad de la actual provincia de Córdoba, y, en parte, por las de Badajoz, Ciudad Real, Jaén y Granada, y los Turdetanos o Tartesios, que habitaban las actuales Provincias de Huelva, Sevilla y zona noroccidental de Málaga.
Ocupada Hispania por cartagineses y romanos, la comarca de La Guijarrosa quedó en el límite fijado por el Tratado con Roma, del año 348 a. C. Consolidada la dominación romana, en los aledaños de esta comarca se libró la batalla de Munda (45  a.  C.) entre Julio César y los hijos de Pompeyo. Aunque las investigaciones históricas más recientes tienden a ubicar la antigua Munda en las inmediaciones de Montilla, todavía no se ha verificado este dato.
Durante la Reconquista vuelve La Guijarrosa a convertirse en zona fronteriza, fugazmente con las incursiones de Alfonso VII desde Castilla, y de Alfonso I El Batallador, desde Aragón, quien llegó hasta Écija. Pero, sobre todo, a partir de la expansión realizada por Fernando III El Santo en el primer tercio del siglo XIII y hasta la definitiva conquista de Antequera, a principios del siglo XV.
Durante la Dinastía de los Austrias, en la mayor parte de España se produce un gran despoblamiento como consecuencia de las incesantes guerras en Europa y la colonización de América, entre otros sucesos. Así, se intenta paliar esporádicamente este fenómeno mediante la reactivación de explotaciones agrícolas y ganaderas que, además de reforzar la economía española, serviría para conseguir una rápida repoblación. Estas medidas fueron llevadas a cabo, principalmente por Órdenes Religiosas puesto que eran las entidades más capacitadas para una mejor organización, administración y aprovechamiento de los recursos. Además, generalmente, eran los únicos o los más altos pujadores en las ventas de tierras, o de sus correspondientes jurisdicciones. Es por ello, por lo que la Corona procuraba atender sus crecientes y cada día más apremiantes necesidades dinerarias.
Desde este fenómeno, se considera La Guijarrosa como zona de reactivación de explotaciones agrícolas y, es entonces cuando comienza a dividirse y desmembrarse la comarca.
Así, el 20 de enero de 1615, Felipe III concede al Rector del Colegio de Santa Catalina, de la Compañía de Jesús, jurisdicción y señorío sobre una llamada “Hacienda de la Guijarrosa”. La Real Cédula confirió a los Jesuitas total jurisdicción sobre esta Hacienda y, para distinguirla del resto de La Guijarrosa, fue designada desde los primeros momentos como Hacienda de San Sebastián, configurándose como un señorío eclesiástico o abadengo, según calificación recogida en el catastro de Ensenada y, años más tarde, en el censo de Floridablanca. Una vez expulsados de España los Jesuitas en 1767, aquel señorío eclesiástico ha quedado conformado en la actualidad como municipio de San Sebastián de los Ballesteros.
En el siglo XVII los Dominicos se instalaron en la “Hacienda de San Pablo”, que lindaba con la “Hacienda de Molino Blanco”, ambas en el término del actual núcleo de La Guijarrosa. Los Dominicos habían adquirido la propiedad, aunque no la jurisdicción, sobre aquella “hacienda”, en la que erigieron una Capilla dedicada a Nuestra Señora la Virgen del Rosario.
Esta virgen, años más tarde, fue trasladada a la Ermita construida en la “Hacienda Molino Blanco”, cuyo propietario, Don Juan de Valencia, fundó una “Memoria de Misas” en su testamento otorgado ante Don Andrés Valera de Molina, Escribano de Córdoba, el 16 de agosto de 1708. Esta misma Imagen, cuidadosamente restaurada, es la que se venera y da nombre a la actual Parroquia de La Guijarrosa.
En el Norte de la comarca se establecieron los Frailes Mínimos, de la Orden de San Francisco de Paula. Adquirieron propiedad y jurisdicción en su hacienda, donde levantaron una capilla dedicada a la Virgen de los Ángeles (Nuestra Señora de la Victoria), virgen que da nombre al actual municipio de La Victoria.
En el Reinado de Carlos III una de las principales causas de la decadencia nacional fue la falta de pobladores. Así, el Rey y sus Ministros, conscientes de esta problemática, adoptaron medidas regeneradoras, entre las que destaca la “repoblación de Sierra Morena”.
En 1766, el Marqués del Puerto, Embajador de España en La Haya, había propuesto la creación en España de colonias de flamencos y alemanes. No obstante, esta medida no se llevó a cabo hasta que Thurriegel ofreció al Monarca español el proyecto, comprometiéndose a introducir en la Península 6.000 católicos de aquellas nacionalidades. Dicho proyecto fue aprobado en febrero de 1767, días antes de la expulsión de los Jesuitas, acordada en 27 de febrero del mismo año. La organización e instalación de las nuevas colonias, “Nuevas Poblaciones de Andalucía” en terminología legal, se encomendó a Don Pablo Olavide, con las más amplias facultades, incluida la de no rendir cuenta de sus actos sino al Consejo de Castilla, en su Sala Primera de Gobierno.
Entre las trece poblaciones de nueva construcción, destacan Almuradiel y La Carolina, en ambos extremos del paso de Despeñaperros; La Luisiana, con sus aldeas pedáneas de El Campillo y Cañada-Rosal, y La Carlota, con sus aldeas pedáneas de La Chica Carlota, Los Algarbes y La Fuen Cubierta.
Desde ciertos ámbitos de La Guijarrosa se solicitó la segregación del municipio de Santaella. Para ello se otorgó poderes a una Comisión Promotora para que realizara cuantos procedimientos fueran precisos para constituirse en nuevo municipio.
Así, con fecha de 22 de diciembre de 1988, entró en el Ayuntamiento de Santaella una instancia suscrita en nombre de la mayoría de los vecinos residentes en las “Entidades de población de La Guijarrosa, Las Casillas y Siete Torres, del Municipio de Santaella (Córdoba)”, dirigida al Consejo de Gobierno de la Junta de Andalucía. Solicitaban la segregación de estos "núcleos de población indisolublemente unidos y aglutinados”, para la constitución de un municipio nuevo con denominación de La Guijarrosa.
Después de dieciséis años, el 30 de diciembre de 2004 se aprobó en el Pleno Ordinario del Ayuntamiento dicha solicitud. De tal forma que el 5 de diciembre de 2006, el Consejo de Gobierno de La Junta de Andalucía aprobó la creación de la Entidad Local Autónoma de La Guijarrosa.
El 26 de febrero de 2007, se constituyó en el salón de plenos de la Excma. Diputación Provincial de Córdoba, la Comisión Gestora que gobernó la Entidad Local Autónoma (ELA) hasta las elecciones locales del 27 de mayo de 2007, momento en el que la Candidatura Independiente de la Guijarrosa (C.I.D.G) fue elegida como representante en el ayuntamiento. Y Tras 5 años de autogobierno, como marcaba la legislación, llegó la hora y La Guijarrosa dio entrada el 30 de octubre de 2012 en la Junta de Andalucía la aprobación por mayoría (7 a favor y 6 en contra) por parte del pleno de Santaella del inicio del expediente de segregación de La Guijarrosa. Tras 6 años de espera y requerimiento de documentación a ayuntamiento matriz, ayuntamiento de la ELA, diputación y diversas conserjerías de la administración, el consejo de gobierno de la Junta de Andalucía dictaminó por decreto el 2 de octubre de 2018 la creación del nuevo municipio de La Guijarrosa, haciendo así justicia a la demanda de los guijarroseños después de 30 años de espera.

## Demografía
| Gráfica de evolución demográfica de La Guijarrosa entre 2021 y 2021                                                 |
| |
| Población de derecho según los censos de población del INE Población de hecho según los censos de población del INE |

## Administración y gobierno local
El Ayuntamiento del municipio de La Guijarrosa está situado en la Avda. Molino Blanco n.º 3. Fue creado el 5 de diciembre de 2006 por Decreto del Consejo de Gobierno de la Junta de Andalucía.
El Alcalde del pueblo es Manuel Ruiz Alcántara, perteneciente a la Candidatura independiente de la Guijarrosa (C.I.D.G). Está constituido por el Pleno Municipal, del cual forman parte el Alcalde y ocho Concejales. El equipo de gobierno lo forman los 6 concejales de la Candidatura Independiente de La Guijarrosa: Manuel Ruiz Alcántara (Alcalde); Jesús Granados Baena (Teniente Alcalde y Urbanismo), Ana María Requena Moyano, Amalia Gómez Cordobés, José María Montes Castillo y Víctor Manuel Ruiz Moyano. 
Esta junta vecinal ha sido compuesta en las últimas elecciones de 2023. En el año 2019 se celebraron unas elecciones históricas para La Guijarrosa al ser las primeras como municipio independiente. Por fin los guijarroseños eligieron a los representantes de su pueblo y no de otro diferente. El pleno es el encargado de decidir y aprobar todos los temas que se traten y se acuerden sobre el pueblo. 
Desde la creación de la CIDG en 1987 con el objetivo de conseguir la independencia, se realizan en La Guijarrosa 2 o 3 meses antes de las elecciones municipales unas elecciones primarias donde todos los habitantes eligen libremente a sus candidatos y de cuyo resultado depende la lista del partido de la CIDG. La lista se puede modificar para cumplir requisitos legales para concurrir a las elecciones pero en el caso de las primarias de 2019 la composición resultante de los candidatos elegidos por la población no hubo de modificarse, ya que se cumplía con los requisitos establecidos y en las papeletas del día de las elecciones a modo simbólico y en homenaje y reconocimiento al logro conseguido el partido CIDG presentó sus 9 candidatos más 15 suplentes según el orden que dejó las primarias y que tuvieron el gusto de ver su nombre presente en esta cita tan histórica.

## Educación
En la Guijarrosa existe un único centro educativo donde estudian alumnos desde infantil de 3 años a 2° de la ESO. No obstante, el centro cuenta con las instalaciones y las aulas requeridas para impartir 3° y 4° de la ESO si las circunstancias alguna vez lo permitieran, cubriendo así la educación secundaria obligatoria sin que los alumnos tengan que desplazarse a los centros de Fernán Nuñez o La Carlota. El nombre del centro es C.P. La Guijarrosa.

## Monumentos
El principal monumento de La Guijarrosa es la iglesia de Nuestra Señora del Rosario, donde se encuentra desde hace más de 275 años la imagen de Nuestra Señora Del Rosario que le da nombre. Su construcción fue efectiva gracias a los propios vecinos de La Guijarrosa que mediante donaciones sufragaron los gastos de materiales y alguna mano de obra. Esto era debido al estado de dejadez que en ese tiempo sufrían los guijarroseños por parte del ayuntamiento de Santaella, al que pertenecían.
Otros edificios importantes son sus cortijos, muchos de ellos en perfecto estado, destacando entre otros Molino Blanco, Barrionuevo, San Pablo, Las Monjas, Cortijo Nuevo, La Membrilla, El Gurugú o El Garabato.
También existe un pozo ya en estado de abandono en parte por la pérdida de su agua y que fue muy importante para los guijarroseños porque abastecía a los trabajadores de los cortijos y casas cercanas en el siglo pasado. Se le conoce como Los Fontarrones.

## Cultura

### Festividades
Como en otros pueblos de España, el 5 de enero se lleva a cabo una Cabalgata de Reyes. Además, en Semana Santa se sacan en procesión a Nuestro Padre Jesús, cedido desde hace años por la Hndad de Ntro. Padre Jesús Nazareno de Santaella (Jueves Santo) a la Virgen de los Dolores (Viernes Santo) y al Resucitado (Domingo de Resurrección).
El 15 de mayo es la Romería de San Isidro. Después de la procesión del santo seguida por las carrozas, los habitantes de La Guijarrosa se reúnen en el Parque Municipal "Nuestra Señora del Rosario", donde pasarán el día comiendo, bebiendo, cantando y bailando. Además, ese día se premia una de las carrozas que los habitantes del pueblo han estado creando durante semanas con motivo de esta festividad.
Hasta 1951 La Guijarrosa no festejaba la Romería de San Isidro puesto que no habían conseguido que alguna institución o personalidad importante les donara El Santo. Es en este año cuando se llega a un acuerdo con Santaella, en el que se plantea la idea de que su romería vaya hasta Las Ventas, donde los vecinos de La Guijarrosa la esperarían para una celebración conjunta en la ermita de Molino Blanco. Esta iniciativa permaneció durante unos años puesto que seguían soñando con una romería autóctona.
Fue en 1956 cuando el matrimonio dueño del cortijo Las Ventas donó al pueblo una imagen de San Isidro Labrador, acción que hizo posible que se celebrara dicha festividad. La romería se ha celebrado en diferentes emplazamientos durante estos años, y ha ido perdiendo importancia aunque persiste gracias a la ilusión de los vecinos de la Guijarrosa.
En cuanto a las ferias, en la Guijarrosa hay dos. La primera, que siempre se ha considerado una verbena, más que una feria, es la Feria de Verano, y se celebra el último fin de semana de julio. La segunda es la Feria Real en honor a la Patrona de La Guijarrosa, Ntra. Señora Virgen del Rosario, que se celebra el 7 de octubre. Esta feria data de 1820 y, aunque actualmente ha perdido este sentido, llegó a ser una de las más importantes ferias de ganado de Córdoba. En una primera instancia, la feria de octubre respondía a la celebración del día de la patrona del pueblo, la Virgen del Rosario, por lo que cumplía una función meramente religiosa. Con el tiempo se fueron organizando actos lúdicos como bailes, verbenas, ... No obstante, seguía siendo una pieza primordial la función religiosa (procesión de la Virgen). De esta forma, poco a poco fue adoptando más relevancia, y lograba atraer a un mayor número de personas de los pueblos vecinos. Muchas veces era la propia Hermandad de La Virgen del Rosario la que se encargaba de invitar a determinadas personalidades que ayudaban a financiar la fiesta.
La Hermandad junto con los vecinos de la Guijarrosa decidieron crear, en 1922, La Feria Real de Ganado, feria que, gracias a los pueblos vecinos (fundamentalmente La Rambla) se convertiría en pocos años en la más importante de la provincia de Córdoba. Así, al aumentar el número de visitantes se incrementaron también los acontecimientos que en la feria se realizaban. Algunos de estos acontecimientos fueron las funciones de Cante Flamenco (en el patio de Molino Blanco, donde actuaron los cantaores más importantes del momento: Pepe Marchena, La Niña de los Peines, Pepe Pinto,...), corridas de toros (en una plaza portátil), casetas de bebidas, los fuegos artificiales y el famoso “toro de fuego”.
Fue en la década de los 50 cuando se establecieron definitivamente tres días de Feria, 7, 8 y 9 de octubre, que con pocas variantes se ha mantenido hasta nuestros días. En 1961 se acabó de construir la nueva iglesia da La Guijarrosa, con lo cual, La Feria se trasladó a sus alrededores.
A partir de los años 60 y principios de los 70, debido a la disminución del ganado de las grandes fincas y cortijos, La Feria Real de Ganado fue perdiendo interés y protagonismo, llegando prácticamente a desaparecer en los últimos años. Es por ello, por lo que se le ha dado un nuevo empuje para favorecer un mayor interés del pueblo y para evitar que la Feria deje de ser un símbolo de la historia presente y futura de la Guijarrosa, como lo ha sido en el pasado.

### Gastronomía
Una de las costumbres que se integra en la cultura de los guijarroseños es la elaboración artesanal de dulces caseros. Se realizan en todas las casas desde principios de la Navidad hasta la Semana Santa (soplanos, flores, roscos de vino, tortas de manteca, magdalenas, pestiños etc.,). Además, en épocas de matanza del cerdo, los vecinos se reúnen en las casas para ayudarse unos a otros, afianzando las relaciones de amistad y solidaridad entre vecinos. Otro plato típico y demandado son las famosas aceitunas "partías", siendo el principal gancho para la feria de octubre (en torno al 7 de octubre), donde se recolectan las primeras aceitunas un par de semanas antes y se aliñan calculando los tiempos para que lleguen a la feria en su punto, cosa bastante difícil de conseguir y haciendo que los Guijarroseñ@s sean reconocidas en toda la provincia por su saber hacer en el arte del aliño de las aceitunas. 

## Turismo rural
La Guijarrosa cuenta con la existencia del camping La Campiña, situado en la carretera que une al municipio con Santaella. Este emplazamiento, además de ofrecer alojamiento, también ofrece rutas de senderismo por los distintos caminos y veredas que llevan a los centenarios cortijos de la campiña guijarroseña.
Además, en el Hostal - Restaurante Al-Ándalus, situado en la Carretera Aldea Quintana - Puente Genil, también se pueden alojar todas aquellas personas que deseen visitar el pueblo.
Finalmente, La Guijarrosa cuenta con una serie de Restaurantes donde se puede disfrutar de la gastronomía cordobesa y, en especial, de la guijarroseña.

## Comunicaciones y transporte

### Vías de acceso por carretera
El territorio está comunicado por diferentes carreteras y caminos. La más importante es la carretera Autonómica que, arrancando de la Autovía Madrid - Cádiz, en Aldea Quintana, va a Puente Genil pasando por La Victoria, La Guijarrosa (atravesando el casco urbano) y Santaella.
En segundo lugar, la carretera que une Écija con La Rambla, que parte también de la general Madrid – Cádiz, hace su recorrido hacia el este, pasando por Santaella, y tocando el ángulo sudoeste del territorio guijarroseño, con el que limita en un trayecto de dos kilómetros, hasta el cortijo de La Culebrilla.
Otra de las carreteras que recorren este territorio es la que une San Sebastián de los Ballesteros con Montalbán, que entra en el territorio por el norte del Cerro de la Esparraguera y lo recorre en dirección sur hasta el cortijo del Garabato, por donde sale del término. Finalmente, existe una carretera que une La Guijarrosa con San Sebastián de los Ballesteros. Esta va hacia el este y enlaza con la anterior junto al mencionado Cerro de la Esparraguera.
En cuanto a los caminos secundarios, estos corresponden a veredas, vías de herradura y servidumbre, y cruzan el territorio en todas las direcciones.

### Autobuses

Logotípo del Consorcio de Transporte Metropolitano del Área de Córdoba

La Guijarrosa cuenta con dos líneas de autobuses diurnas las cuales están promovidas por el Consorcio de Transporte Metropolitano del Área de Córdoba:
- Autocares Carrera: que conecta Santaella, La Guijarrosa, Montealto, La Carlota, El Arrecife y la Aldea Quintana con Córdoba.[5]

- Autocares Alcaide: Pasan por La Victoria, San Sebastián de los Ballesteros, La Guijarrosa y la Aldea Quintana, hasta llegar a Córdoba.

El servicio de los días laborables es más regular que el de los fines de semana y festivos.